# Periodo Overton
Il periodo di Overton è il nome dato dagli archeologi a una suddivisione della preistoria della Gran Bretagna compresa tra il 2000 a.C. e il 1650 a.C.. Prende il nome dal sito-tipo di West Overton.
Segue il periodo Mount Pleasant e precede il periodo Bedd Branwen.
Durante il Periodo di Overton si utilizzavano ancora le ceramiche campaniformi e apparvero nuove pratiche di sepoltura come la cremazione. Emersero inoltre durante questo periodo le ricche sepolture della cultura del Wessex come quella di Bush Barrow, vicino a Stonehenge.